# ЕверБенк Філд

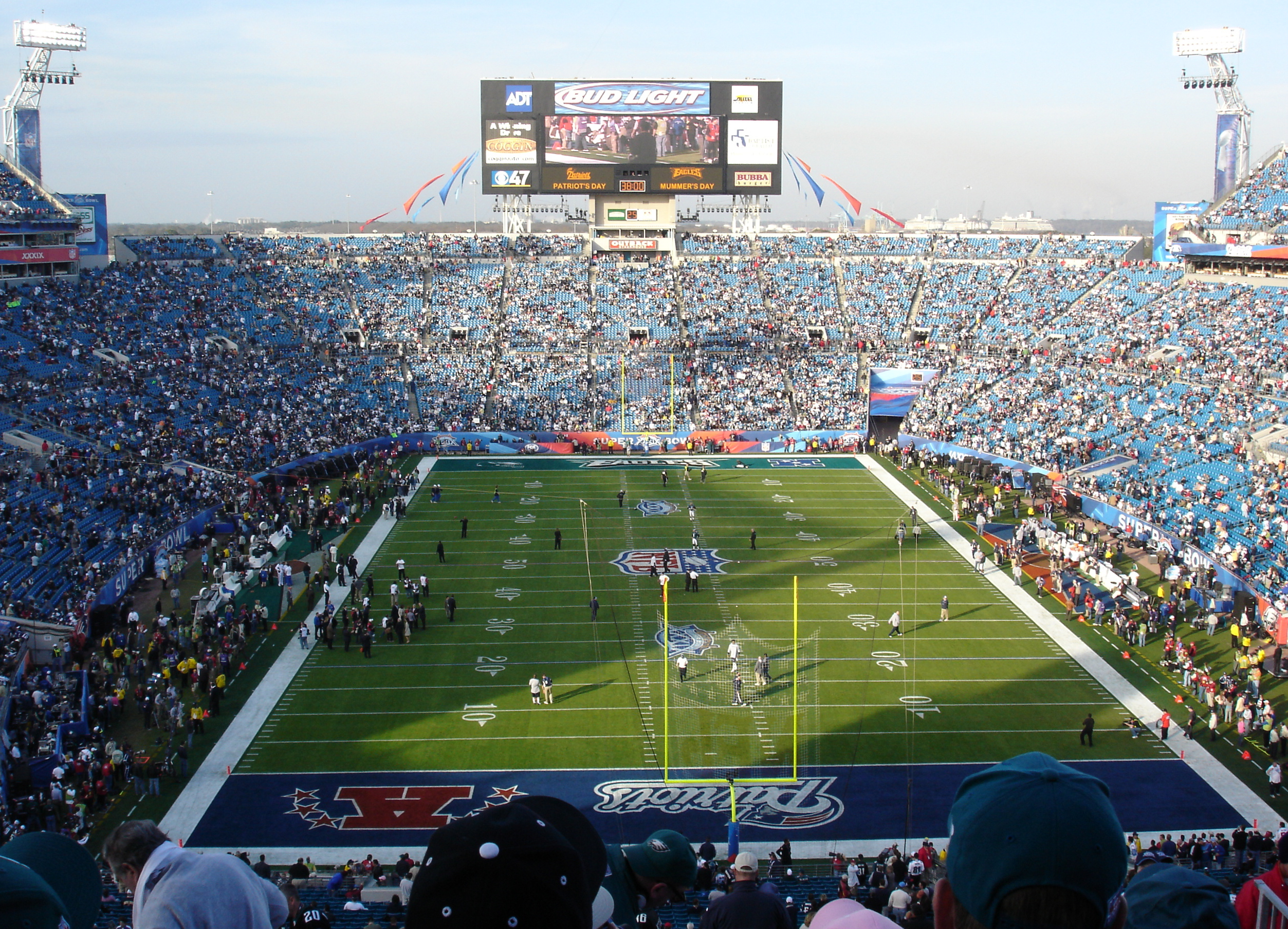
ЕверБенк Філд

ЕверБенк Філд (англ. EverBank Field) — футбольний стадіон, розташований у місті Джексонвілл, штат Флорида, США. Арена приймає домашні матчі команди НФЛ «Джексонвілл Джагуарс», а також змагання університетських команд.
Назву, яку стадіон має зараз, він отримав 10 серпня 2010 року після підписання п'ятирічного контракту з фінансовою компанією ЕверБенк (англ. EverBank).